# 대만경찰전과학교

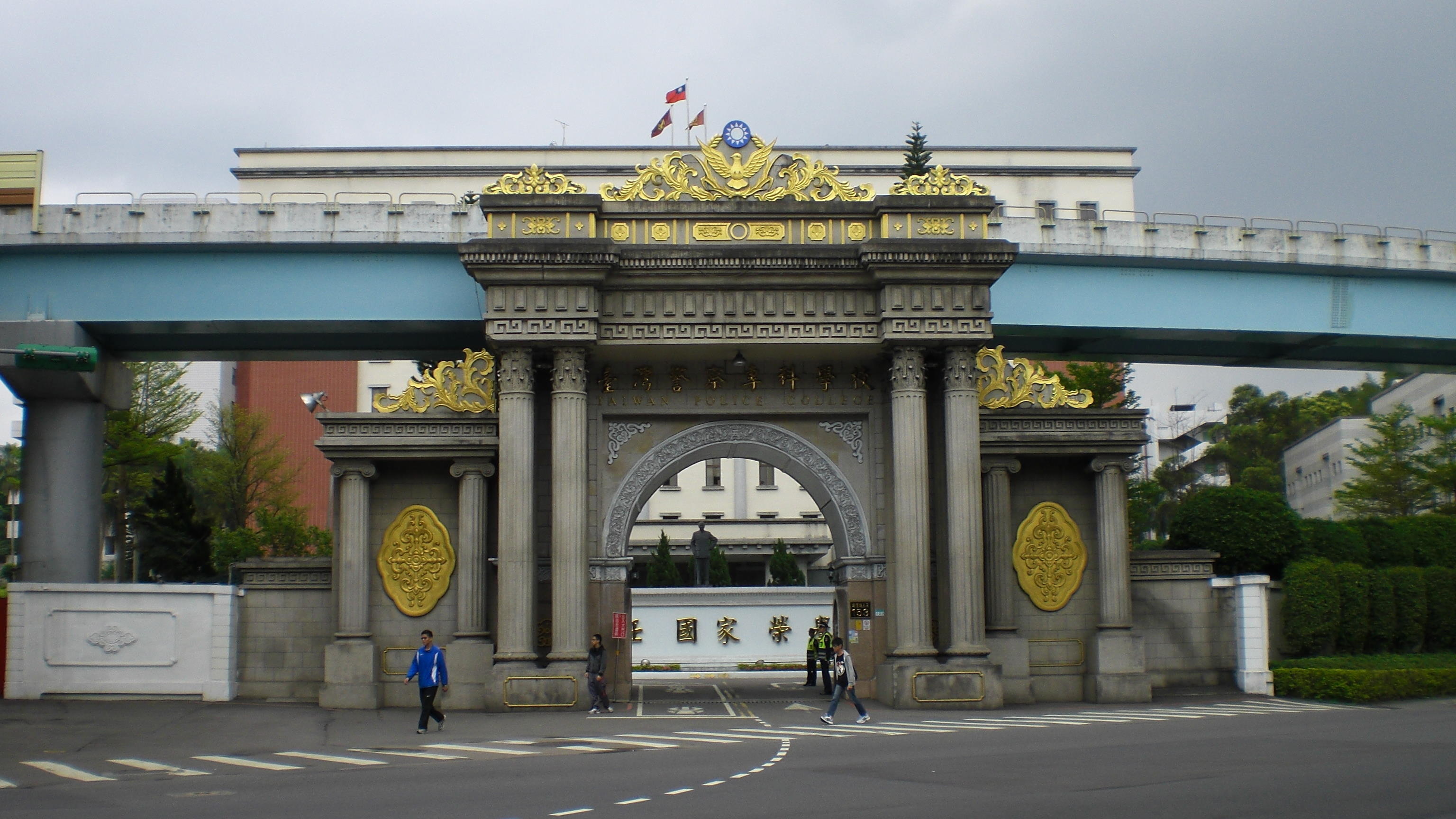

대만경찰전과학교(臺灣警察專科學校)는 중화민국 타이베이시 원산구에 위치한 중화민국 내정부 소속 학교이다. 경정서, 소방서, 해안순방서의 기간요원 양성을 목적으로 하는 2년제 전과학교이다. 1945년 10월 27일에 설립한 대만성경찰훈련소를 전신으로 한다.

## 조직
- 행정경찰학과
- 형사경찰학과
- 교통관리학과
- 소방안전학과
- 해양순방학과
- 과기수사학과

## 수업연한
본과 2년으로 졸업생은 전문학사 학위를 부여한다.

## 모집정원
- 갑조 소방안전과 155명
- 갑조 해양순방과 80명
- 을조 행정경찰과 395명
- 병조 형사경찰과 35명
- 병조 교통관리과 35명
- 병조 과기수사과 35명

## 같이 보기
- 내정부 경정서